# キネティック
株式会社キネティック（KINETIQUE）は、かつて存在した日本の映画の配給・製作会社である。2007年4月に行われたキュービカルエンタテインメントとの合併やそれ以降の他社との合併を経て、現在はカルチュア・パブリッシャーズになっている。

## 概要
1995年11月30日設立。2007年4月1日にキュービカルエンタテイメントと合併されるまでに配給をした作品はリバイバル上映も含めて30本以上にのぼる。合併後はCKエンタテイメントが発足し、以後は3月末時点で配給予定だった作品もCKエンタテイメントに引き継がれて公開された。
初の配給作品はクレール・ドゥニ監督の『パリ、18区、夜。』。ドゥニの作品は監督別では最多の3作品を配給している。
また、ヴィンセント・ギャロの監督作品の配給でも知られ、監督デビュー作『バッファロー'66』は封切館となった渋谷・シネクイントではオープニング作品として上映され34週間のロングランを記録、その後の日本全国での上映も合わせて興行収入が2億円を超え、日本におけるミニシアター系映画の上映としては記録的なヒット作品の一つとなった。
ヴィンセント・ギャロの第2回監督作品『ブラウン・バニー』やクレール・ドゥニが監督でギャロが主演と所縁が深い組み合わせの『ガーゴイル』では、作品製作にも携わった。
社名は「KINE（＝動き）」の言葉が意味するように、動的な会社を目指す意思が込められている。
配給作品の上映前に付ける会社のロゴ映像には第1回製作作品『TAMALA 2010 a punk cat in space』の主人公のタマラが使われている。
映画以外のテレビコンテンツの配給もCOMEDIQUEというレーベルを立ち上げ行われていた。

## 配給作品
| 封切年 | 配給作品タイトル（邦題）                  | 監督                                                     | 封切日   | 備考                                                              |
| ------ | ----------------------------------------- | -------------------------------------------------------- | -------- | ----------------------------------------------------------------- |
| 1997   | パリ、18区、夜。                          | クレール・ドゥニ                                         | 3月22日  |                                                                   |
| 1998   | a.b.c（アー・ベー・セー）の可能性         | パスカル・フェラン                                       | 2月28日  | シネカノンとの共同配給                                            |
| 1998   | アンジェリク～はだしの女侯爵              | ベルナール・ボルドリ                                     | 5月1日   |                                                                   |
| 1998   | ネネットとボニ                            | クレール・ドゥニ                                         | 10月31日 |                                                                   |
| 1999   | ハイ・アート                              | リサ・チョロデンコ                                       | 5月29日  |                                                                   |
| 1999   | バッファロー'66                           | ヴィンセント・ギャロ                                     | 7月3日   |                                                                   |
| 2000   | サルサ!                                   | ジョイス・シャルマン・ブニュエル                         | 8月12日  |                                                                   |
| 2000   | ブラッドシンプル/ザ・スリラー             | ジョエル・コーエン                                       | 11月4日  |                                                                   |
| 2000   | 8 1/2の女たち                             | ピーター・グリーナウェイ                                 | 11月18日 | ムービーテレビジョンとの共同配給                                  |
| 2000   | パリの確率                                | セドリック・クラピッシュ                                 | 12月9日  |                                                                   |
| 2001   | DOWNTOWN 81                               | エド・ベルトグリオ                                       | 4月28日  |                                                                   |
| 2002   | ビューティフル                            | サリー・フィールド                                       | 1月26日  |                                                                   |
| 2002   | エトワール                                | ニルス・タヴェルニエ                                     | 3月30日  |                                                                   |
| 2002   | TAMALA 2010 a punk cat in space           | t.o.L                                                    | 10月16日 |                                                                   |
| 2002   | ガーゴイル                                | クレール・ドゥニ                                         | 11月2日  |                                                                   |
| 2003   | ブラウン・バニー                          | ヴィンセント・ギャロ                                     | 11月22日 |                                                                   |
| 2004   | しあわせの法則                            | リサ・チョロデンコ                                       | 4月3日   |                                                                   |
| 2004   | 舞台よりすてきな生活                      | マイケル・カレスニコ                                     | 12月11日 |                                                                   |
| 2005   | ベルリン、僕らの革命                      | ハンス・ワインガルトナー                                 | 4月29日  | コムストックとの共同配給                                          |
| 2005   | トゥルーへの手紙                          | ブルース・ウェバー                                       | 10月1日  |                                                                   |
| 2005   | カスタムメイド10.30                       | ANIKI                                                    | 10月29日 | クロックワークスとの共同配給                                      |
| 2006   | 白バラの祈り ゾフィー・ショル、最期の日々 | マルク・ローテムント                                     | 1月28日  |                                                                   |
| 2006   | 緑茶                                      | チアン・ウェン                                           | 4月16日  |                                                                   |
| 2006   | GiNGA ジンガ                              | ハンク・レヴィン マルセロ・マシャード トシャ・アルヴェス | 4月16日  | レントラックジャパン、コムストック オーガニゼーションとの共同配給 |
| 2006   | ブロークン・フラワーズ                    | ジム・ジャームッシュ                                     | 4月29日  | 東京テアトルとの共同配給                                          |
| 2006   | 男はソレを我慢できない                    | 信藤三雄                                                 | 7月29日  |                                                                   |
| 2006   | エコール                                  | ルシール・アザリロヴィック                               | 11月4日  |                                                                   |
| 2006   | 長い散歩                                  | 奥田瑛二                                                 | 12月16日 |                                                                   |
| 2007   | 孔雀 我が家の風景                         | クー・チャンウェイ                                       | 2月17日  | アルゴ・ピクチャーズとの共同配給                                  |
| 2007   | アルゼンチンババア                        | 長尾直樹                                                 | 3月24日  | 松竹との共同配給                                                  |
| 2007   | 星影のワルツ                              | 若木信吾                                                 | 4月21日  |                                                                   |

リバイバル上映作品
- 1998年「Roman Polanski 狂気、ブロンド、ナイフ。」（ロマン・ポランスキー）
  - 『REPULSION－反撥」　
  - 『袋小路』
  - 『水の中のナイフ』
- 2000年『ストップ・メイキング・センス』（ジョナサン・デミ）

映画以外の作品
- COMEDIQUEレーベル作品（いずれもイギリスのコメディ番組）
  - リトル・ブリテン
  - ハイっ、こちらIT課!
  - マイティ・ブーシュ